# Промышленность СССР
В промышленности СССР преобладала тяжёлая индустрия. В 1986 году в общем объёме промышленной продукции на группу «А» (производство средств производства) приходилось 75,3 %, на группу «Б» (производство предметов потребления) — 24,7 %.
Ускоренными темпами развивались отрасли, обеспечивающие научно-технический прогресс.
Развитие (темпы роста)
- За 1940—1986 года продукция электроэнергетики увеличилась в 41 раз, машиностроения и металлообработки — в 105 раз, химической и нефтехимической промышленности — в 79 раз.
- В 1945 году в промышленности объём производства составлял 92 % от уровня 1940 года.

## Электроэнергетика
| республика          | 1913  | 1930 | 1940  | 1950  | 1960  | 1965 | 1970  | 1975 | 1980 | 1986   |
| ------------------- | ----- | ---- | ----- | ----- | ----- | ---- | ----- | ---- | ---- | ------ |
| РСФСР               | 1,3   |      | 30,8  | 63,4  |       | 333  | 470   | 640  |      | 1001,1 |
| Украинская ССР      | 0,5   |      | 12,4  | 14,7  |       | 94,6 | 138   | 195  |      | 273    |
| Белорусская ССР     | 0,003 |      | 0,5   | 0,75  |       | 8,4  | 15,1  | 26,7 |      | 36,3   |
| Узбекская ССР       | 0,003 |      | 0,5   | 2,7   |       | 11,5 | 18,3  | 33,6 |      | 52,2   |
| Казахская ССР       | 0,001 |      | 0,6   | 2,6   |       | 19,2 | 34,7  | 52,5 |      | 85,1   |
| Грузинская ССР      | 0,02  |      | 0,7   | 1,4   |       | 6,0  | 9,0   | 11,6 |      | 14,6   |
| Азербайджанская ССР | 0,11  |      | 1,8   | 2,9   |       | 10,4 | 12,0  | 14,7 |      | 21,5   |
| Литовская ССР       | 0,006 |      | 0,08  | 0,22  |       | 3,9  | 7,4   | 9,0  |      | 22,4   |
| Молдавская ССР      | 0,001 |      | 0,017 | 0,1   |       | 3,1  | 7,6   | 13,7 |      | 17,7   |
| Латвийская ССР      | 0,01  |      | 0,3   | 0,5   |       | 1,5  | 2,7   | 2,9  |      | 5,2    |
| Киргизская ССР      | 0     |      | 0,052 | 0,2   |       | 2,3  | 3,5   | 4,4  |      | 11,4   |
| Таджикская ССР      | 0     |      | 0,062 | 0,17  |       | 1,6  | 3,2   | 4,7  |      | 13,6   |
| Армянская ССР       | 0,005 |      | 0,4   | 0,95  |       | 2,9  | 6,1   | 9,2  |      | 14,5   |
| Туркменская ССР     | 0,003 |      | 0,084 | 0,186 |       | 1,4  | 1,8   | 4,5  |      | 12,4   |
| Эстонская ССР       | 0,006 |      | 0,19  | 0,435 |       | 7,1  | 11,6  | 16,7 |      | 18,0   |
| СССР                | 2,04  | 8,4  | 48,31 | 91,2  | 292,3 | 507  | 740,9 | 1039 | 1294 | 1599   |

Выработка электроэнергии в 1988 году достигла 1705 млрд кВт·ч. Было создано 11 объединённых энергетических систем СССР:
- Единая Энергосистема Европейской части
  - Северо-Запад,
  - Центр,
  - Поволжье,
  - Юг,
  - Северный Кавказ,
  - Закавказье,
  - Урал,
  - Северного Казахстана,
  - Сибири,
- Средней Азии и Южного Казахстана,
- Дальнего Востока,
- Энергосистемы и энергорайоны в Сибири и на Дальнем Востоке (Норильск, Якутск, Магадан, Вилюйск, Сахалин, Камчатка).

Крупнейшие предприятия (более 2 ГВт):
- ГЭС: Красноярская имени 50-летия СССР (6 ГВт — 1975 год), Братская имени 50-летия Великого Октября (4,1 ГВт), Усть-Илимская, Саяно-Шушенская, Волжская имени XXI съезда КПСС, Волжская имени В. И. Ленина, Нурекская, строились: Рогунская, Бурейская, Богучанская.
- ТЭС: Криворожская ГРЭС-2 (3 ГВт), Бурштынская, Ермаковская, Заинская имени 50-летия СССР, Запорожская, Змиевская имени Г. М. Кржижановского, Ириклинская, Киришская, Конаковская имени 50-летия СССР, Костромская, Красноярская, Ленинградская, Лукомльская имени 50-летия СССР, Молдавская, Московская, Новочеркасская имени 50-летия СССР, Рефтинская, Рязанская, Славянская, Сургутская, Ставропольская, Старобешевская, Сырдарьинская имени 50-летия УзбССР, Троицкая, Углегорская, Экибастузская, строились: Березовская, Нижневартовская, Южно-Казахстанская,
- АЭС: Запорожская, Игналинская, Балаковская, Калининская, Курская, Ленинградская имени В. И. Ленина, Нововоронежская имени 50-летия СССР, Смоленская, Чернобыльская, Южно-Украинская, строились: Волгодонская, Крымская, Костромская, другие (менее 2 ГВт): Хмельницкая, Ровенская, Белоярская имени И. В. Курчатова, Билибинская, Кольская, Обнинская.
- Гидроаккумулирующие: Днестровская, Загорская, Кайшядорская.
- Магнитогидродинамическая строящаяся: Рязанская.
- Приливная: Кислогубская.
- Геотермальная: Паужетская.

Совместными усилиями стран-членов СЭВ создана объединённая энергетическая система «Мир».

## Топливная промышленность
| Продукция      | Доля    |
| -------------- | ------- |
| нефть          | 39,0 %, |
| газ            | 38,9 %, |
| уголь          | 20,4 %, |
| горючие сланцы | 0,4 %,  |
| торф           | 0,3 %,  |
| дрова и др.    | 1,0 %.  |

Свыше ¾ добычи минерального топлива приходилось на нефть (624 млн тонн в 1988 году, включая газовый конденсат) и природный газ (770 млрд м³). Главная сырьевая база СССР — Западная Сибирь (2/3 всей нефти и более ½ газа в стране). По добыче нефти выделяются также Поволжье, Урал, Кавказ (Азербайджан, Чечено-Ингушетия), газа — республики Средней Азии (Туркменистан, Узбекистан) и Северный Кавказ.
В 1945 г. после Великой Отечественной войны объём производства в топливных отраслях составлял 77,8 % от уровня 1940 г.

### Нефтегазовый сектор
Крупнейшие нефтегазоносные провинции и районы СССР:
- Бакинский район (Азербайджанская ССР, с 1870-х годов, свыше 30 месторождений, до 1951 года — крупнейший в СССР),
- Волго-Уральская провинция (в Поволжье, Урале РСФСР, с 1920-х годов, 920 месторождений),
- Днепровско-Припятская провинция:
  - Днепровско-Донецкая область (центр и северо-восток УССР, с 1952, 90 месторождений),
  - Припятская область (БССР, с 1964, 38 месторождений),
- Западно-Сибирская провинция (Тюменская, Омская, Томская, Новосибирская области РСФСР, с 1950-х годов, 250 месторождений),
- Предкарпатская область (Львовская область и Ивано-Франковская область УССР, с 1881, 60 месторождений),
- Северо-Кавказско-Мангышлакская (Прикаспийская) провинция (Северный Кавказ РСФСР, запад КазССР),
- Тимано-Печорская провинция (Коми АССР и Ненецкий АО РСФСР, 60 месторождений),

### Добыча угля
В 1988 году добыто 772 млн тонн угля. Крупнейшие угольные бассейны СССР (запасы — на 1985 год, добыча на 1975 год):
- каменноугольные:
  - Донбасс (Донецкий) (УССР, Ростовская область РСФСР, с 1795, площадь — 50000 км², запасы — 75,8 млрд тонн, добыча — 223 млн тонн),
  - Кузбасс (Кузнецкий) (Кемеровская область РСФСР, с 1930, площадь — 26700 км², запасы — 110,8 млрд тонн, добыча — 137,6 млн тонн),
  - Карагандинский (КазССР, с 1930-х годов, площадь — 3600 км², запасы — 13,5 млрд тонн, в том числе бурого угля, добыча — 46,3 млн тонн),
  - Кизеловский (Пермская область РСФСР, с 1797, площадь — 200 км², запасы — 0,464 млрд тонн),
  - Львовско-Волынский (Львовская область, Волынская область УССР, с 1954, запасы — 0,8 млрд тонн),
  - Печорский (Коми АССР и Ненецкий автономный округ РСФСР, с 1934, площадь — 90000 км², запасы — 265 млрд тонн, в том числе бурого угля, добыча — 24,2 млн тонн),
  - Экибастузский (Павлодарская область КазССР, с 1948, площадь — 155 км², запасы — 8,8 млрд тонн),
  - Южно-Якутский (Якутия, РСФСР, с 1966, площадь — 25000 км², запасы — 5,7 млрд тонн),
  - Буреинский (Хабаровский край РСФСР, с 1939, площадь — 6000 км², запасы — 10,9 млрд тонн),
  - Зырянский (Магаданская область РСФСР, с 1935, площадь — 7500 км², запасы — 30,0 млрд тонн),
  - Улухемский (Тувинская АССР РСФСР),
  - Грузинские: Ткибули, Ткварчели,
- буроугольные:
  - Ангренский (УзССР, с 1940, площадь — 70 км², запасы — 1,88 млрд тонн),
  - Днепровский (Центр УССР, с 1946, запасы — 2,4 млрд тонн),
  - Иркутский (Иркутская область РСФСР, с 1896, площадь — 37000 км², запасы — 16,4 млрд тонн, в том числе каменного угля),
  - Канско-Ачинский (Красноярский край РСФСР, с 1905, площадь — 50000 км², запасы — 523 млрд тонн, в том числе каменного угля, добыча — 27,9 млн тонн),
  - Ленский (Якутия РСФСР, частично разрабатывается с 1930, площадь — 600000 км², запасы — 1647 млрд тонн, в том числе каменного угля),
  - Подмосковный (Центр РСФСР, с 1855, площадь — 120000 км², запасы — 10,9 млрд тонн, добыча — 34,1 млн тонн),
  - Тургайский (Кустанайская область КазССР, с 1947, площадь — 150000 км², запасы — 6,0 млрд тонн),
  - Угловский (Приморский край, РСФСР, с 1867, площадь — 249 км², запасы — 0,926 млрд тонн),
  - Челябинский (Челябинская область РСФСР, с 1907, площадь — 1300 км², запасы — 0,75 млрд тонн),
  - Южно-Уральский (Оренбургская область и Башкортостан РСФСР, с 1950, запасы — 1,08 млрд тонн, добыча по всем уральским — 45,2 млн тонн),
- разведаны, но не эксплуатировались:
  - Таймырский (Красноярский край РСФСР, каменный уголь),
  - Тунгусский (Красноярский край РСФСР, площадь — 1045000 км², каменный, бурый уголь, антрациты).

Удельный вес каменного угля — более 3/4: из 701 млн тонн добытого в СССР угля 538 млн тонн — каменного (в том числе 181 млн тонн — коксующегося, 33,6 %), 164 млн тонн — бурого. В том же году в СССР обогащено 338 млн тонн угля (48,2 %).
| Год  | Нефть (с газовым конденсатом), млн.тонн                                   | Газ, млрд. м³                                               | Уголь, млн.тонн |
| ---- | ------------------------------------------------------------------------- | ----------------------------------------------------------- | --------------- |
| 1913 | 10,3                                                                      |                                                             | 29,2            |
| 1934 | 30,6                                                                      | —                                                           | —               |
| 1940 | 31,1 КазССР — 2,2 %                                                       | 3,2 Азербайджан — 77,6 %, Украина — 15,4 %, Россия — 6,5 %) | 166             |
| 1945 | 19,436                                                                    | —                                                           | —               |
| 1950 | 38 (РСФСР — 18,2; Азербайджан — 14,8; Казахстан — 1,1; остальные — 3,593) | 6                                                           | 261             |
| 1954 | 60                                                                        | —                                                           | —               |
| 1958 | —                                                                         | 28,1                                                        | 493             |
| 1960 | 148                                                                       | 45                                                          | 510             |
| 1961 | 166                                                                       |                                                             | 506,4           |
| 1965 | 243                                                                       | 128                                                         | 578             |
| 1970 | 328                                                                       | 198                                                         | 624             |
| 1975 | 491                                                                       | 289                                                         | 701             |
| 1980 | 603                                                                       | 435                                                         | 718             |
| 1986 | 615                                                                       | 686                                                         | 751             |
| 1988 | 624                                                                       | 770                                                         | 772             |

### Нефтеперерабатывающая промышленность
Большинство нефтеперерабатывающих заводов СССР появились в два послевоенных десятилетия: с 1945 по 1965 г. было введено в эксплуатацию 16 заводов, или более половины действующих на сегодняшний день в России. При выборе площадок для размещения НПЗ руководствовались двумя факторами: близостью к районам потребления нефтепродуктов и сокращением общих затрат на транспортировку нефти в связи с чем ряд НПЗ был построен в районах добычи нефти.
НПЗ в Рязанской, Ярославской и Нижегородской областях были ориентированы на Центральный экономический район (СССР); в Ленинградской области — на Ленинградский промузел; в Краснодарском крае — на густозаселенный Северо-Кавказский район, в Омской области и Ангарске — на потребности Сибири. Остальные НПЗ были построены в районах добычи нефти, до конца 60-х годов главным нефтедобывающим районом СССР было Урало-Поволжье, с целью переработки добываемой нефти в Башкирии, Самарской (ранее Куйбышевской) и Пермской областях был построено несколько НПЗ обеспечивающих потребление в данных регионах, в Сибири и других районах России, а также в союзных республиках бывшего СССР.
Центры нефтепереработки:
- РСФСР: Ангарск, Ачинск, Волгоград, Грозный, Ишимбай, Кириши, Комсомольск-на-Амуре, Краснодар, Краснокамск, Кстово, Куйбышев, Москва, Нижнекамск,Новокуйбышевск, Омск, Орск, Пермь, Рязань, Саратов, Сызрань, Туапсе, Уфа, Ухта, Хабаровск, Ярославль,
- Украинская ССР: Лисичанск, Кременчуг, Одесса, Дрогобыч, Надворная, Херсон,
- Белорусская ССР: Мозырь, Новополоцк,
- Узбекская ССР: Фергана,
- Казахская ССР: Гурьев, Павлодар,
- Грузинская ССР: Батуми,
- Азербайджанская ССР: Баку,
- Литовская ССР: Мажейкяй,
- Туркменская ССР: Красноводск,

Центры газопереработки:
- РСФСР: Альметьевск, Волгоград, Грозный, Ишимбай, Нижневартовск, Новокуйбышевск, Ногинск, Оренбург, Отрадный, Саратов, Туймазы, Уфа, Ухта, Хадыженск, Шкапово, Ярославль,
- Узбекская ССР: Мубарек,
- Казахская ССР: Новый Узень,
- Азербайджанская ССР: Баку.

## Металлургия
| Год  | Чугун | Сталь | Прокат |
| ---- | ----- | ----- | ------ |
| 1913 | 4,6   | 4,9   | 4,0    |
| 1928 | 3,3   | 4,8   | 3,2    |
| 1940 | 14,9  | 18,3  | 13,1   |
| 1950 | 19,2  | 27,3  | 18,0   |
| 1958 | 39,6  | 54,9  | 43,1   |
| 1960 | 46,8  | 65,3  | 43,7   |
| 1961 | 50,9  | 70,8  | —      |
| 1965 | 66,2  | 91,0  | 70,9   |
| 1970 | 85,9  | 116   | 80,6   |
| 1975 | 103   | 141   | 99     |
| 1980 | 107   | 148   | 103    |
| 1986 | 114   | 161   | 112    |
| 1988 | 115   | 163   | 116    |

Доля СССР в мировом производстве чугуна — 23 %, стали — 22 %.
В 1988 году в СССР произведено:
- чугуна — 115 млн тонн,
- стали — 163 млн тонн,
- готового проката — 116 млн тонн,
- железной руды — 195 млн тонн (1970 год).

Разведанные запасы железной руды на начало 1974 года составляли свыше 60 млрд тонн. Всего в стране свыше 300 железорудных месторождений (1-е место в мире).
Важнейшие предприятия чёрной металлургии с полным циклом сосредоточены на (1974 год):
- Урале (Магнитогорск, Челябинск, Нижний Тагил, Первоуральск, Орско-Халиловский комбинат в Новотроицке) — 27,1 млн тонн чугуна, 41,9 млн тонн стали, 26,4 млн тонн готового проката,
- Украине (Мариуполь, Кривой Рог, Запорожье, Днепродзержинск, Коммунарск, Донецк, Макеевка, Енакиево, Днепропетровск, Никополь, Новомосковск, Харцызск, Краматорск) — 46,4 млн тонн чугуна, 53,1 млн тонн стали, 44,2 млн тонн готового проката,
- в Западной Сибири (Новокузнецк) — 9,3 млн тонн чугуна, 12,5 млн т стали, 18 % готового проката РСФСР:
- в Центральном районе РСФСР (Липецк, Тула, Старый Оскол, Орёл, Электросталь, Москва, Горький, Выкса, Кулебаки) — 9,4 млн тонн чугуна, 6,3 млн тонн стали, 5,5 млн тонн готового проката,
- в Казахстане — 2,5 млн тонн чугуна, 3,3 млн тонн стали, 2,7 млн тонн готового проката:
- отдельные центры чёрной металлургии с передельными заводами (Волгоград, Красный Сулин, Красноярск, Петровск-Забайкальский, Комсомольск-на-Амуре, Новосибирск, Бекабад — Узбекский металлургический завод имени Ленина, Жлобин, Лиепая («Сарканайс металургс»), Зестафонский завод ферросплавов, Сумгаит, Исфар — Таджикский гидрометаллургический завод),
- отдельные центры чёрной металлургии с заводами полного цикла (Череповец, Рустави в Грузинской ССР).

Основные районы цветной металлургии расположены в пределах РСФСР, Казахстана, республик Средней Азии и Закавказья.
Коксохимические заводы: в РСФСР (Нижнетагильский), УССР (Авдеевский, Запорожский, Донецкий, Макеевский, Горловский, Енакиевский, Коммунарский, Ясиновский, Мариупольский, Днепропетровский).

## Машиностроение
Машиностроение — ведущая отрасль промышленности СССР. Главные районы машиностроения:
- Россия (Центр, Северо-Запад, Поволжье, Урал и т. д.),
- Украина,
- Белоруссия,
- Прибалтика.

В машиностроении СССР насчитывалось значительное количество крупных предприятий с десятками тысяч рабочих: два московских (АЗЛК и 
ЗИЛ), Горьковский и Волжский автозаводы, Волгоградский, Харьковский, Челябинский и Чебоксарский тракторные заводы, гиганты тяжёлого, энергетического и электротехнического машиностроения (Уралмаш, Новокраматорский машиностроительный завод, Ленинградский металлический завод, «Электросила», Луганский тепловозостроительный завод), завод сельскохозяйственного машиностроения Ростсельмаш и многие другие.
В рамках отрасли Машиностроение в СССР выделялись три группы — Тяжёлое машиностроение, Среднее машиностроение и Точное машиностроение, которые в свою очередь делились на подотрасли.
Занимались министерства:
- Министерство среднего машиностроения СССР
- Министерство тяжёлого машиностроения СССР
- Министерство общего машиностроения СССР

### Тяжёлое машиностроение
Включало подотрасли:
- Подъёмно-транспортное машиностроение (выпуск подъёмно-транспортных машин — грузоподъёмных кранов, лифтов, подъёмников (вышек), машин непрерывного транспорта (конвейеры и пр.))
- Железнодорожное машиностроение (см. Железнодорожный транспорт)
- Судостроение (см. Судостроение России)
- Авиационная промышленность
- Ракетно-космическая техника
- Энергомашиностроение
- Производство технологического оборудования по отраслям:
  - Нефтегазовое машиностроение (см. Нефтегазовое машиностроение России)
  - Химическое машиностроение
  - Строительное и коммунальное машиностроение
  - Сельскохозяйственное машиностроение
  - Лесопромышленное машиностроение

Крупнейшие предприятия
РСФСР:
- тяжёлое машиностроение: «Уралмаш», «Уралхиммаш», «Уралэлектротяжмаш», «Уралгормаш», «Свердловский турбомоторный завод», Свердловские машиностроительные заводы имени В. В. Воровского и М. И. Калинина, «Электросила», «Атоммаш».
- транспортное машиностроение: Коломенский тепловозостроительный завод, Людиновский тепловозостроительный завод, Муромский тепловозостроительный завод, Новочеркасский электровозостроительный завод, Челябинский завод дорожных машин,
- вагоностроение (заводы): Абаканский, Алтайский, Калининский, Канашский, Мытищинский, Нижнетагильский, Усть-Катавский (трамваи)
- тракторостроение: Алтайский, Владимирский, Павлодарский, Кировский (город Ленинград), Харьковский, Минский, Волгоградский, Липецкий, Чебоксарский, Челябинский тракторные заводы
- сельскохозяйственное машиностроение: «Бежецксельмаш», «Кургансельмаш», (г. Курган), «Алтайсельмаш».
- электротехническое машиностроение: Троицкий дизельный завод,
- химическое машиностроение: «Курганхиммаш»(г. Курган).

Белорусская ССР (см. Машиностроение Белоруссии):
- Белорусский автомобильный завод («БелАЗ», г. Жодино),
- Минский тракторный завод, заводы «Слуцксельмаш», «Лидсельмаш», «Могилёвсельмаш», Бобруйский завод сельхозмашин,
- гомельские заводы «Гидроавтоматика», «Гомелькабель», «Гомсельмаш»,
- могилёвские заводы «Электродвигатель», «Техноприбор»,
- борисовский завод «Автогидроусилитель»,
- Витебский станкостроительный завод, заводы «Легмаш», «Металлист» (г. Орша),
- Пинский судостроительно-судоремонтный завод.

| Годы | Объёмы (тыс.шт.) |
| ---- | ---------------- |
| 1940 | 31,6             |
| 1950 | 116,7            |
| 1958 | 220              |
| 1960 | 238,5            |
| 1965 | 355              |
| 1970 | 458,5            |
| 1975 | 550              |
| 1980 | 555              |
| 1988 | 559              |

Украинская ССР (см. Машиностроение Украины):
- Новокраматорский и Мариупольский заводы тяжёлого машиностроения, тракторный (ХТЗ) и «Электротяжмаш» в Харькове, Луганский и Харьковский тепловозостроительные, завод горного оборудования в Горловке, завод сельскохозяйственных машин «Красная звезда» в Кировограде, автомобильный завод в Кременчуге, автобусный завод и завод «Автопогрузчик» во Львове, трансформаторный и автомобильный в Запорожье, тяжёлых прессов в Днепропетровске, химического оборудования в Сумах, Киеве, моторостроительный в Мелитополе.

Казахская ССР: Алма-Атинский завод тяжёлого машиностроения, Алма-Атинский завод им. Кирова, предприятие «Гидромаш».
Узбекская ССР: «Ташсельмаш», «Узбексельмаш» (Ташкент), «Чирчиксельмаш», «Красный двигатель» (Самарканд), «Ташавтомаш», ташкентский завод «Узбекхлопмаш», «Таштекстильмаш», «Средазхиммаш» (Чирчик), узбекский кабельный и электроламповый заводы.
Молдавская ССР: Кишинёвский тракторный завод, «Виброприбор», насосный завод имени Котовского, завод «Электромашина», «Мезон», заводы «Электрохолодильник», «Электроточприбор», «Микропровод», Тираспольский завод литейных машин им. Кирова, тираспольское НПО «Электромаш», бендерский завод «Молдавкабель».
Туркменская ССР: «Ашнефтемаш», «Туркменкабель» (Ашхабад), Марыйский машиностроительный завод.
| Продукция                                                                       | Объёмы производства           |
| ------------------------------------------------------------------------------- | ----------------------------- |
| турбины                                                                         | 16,2 млн кВт                  |
| генераторы к турбинам                                                           | 10,6 млн кВт                  |
| станки металлорежущие                                                           | 202 тыс. шт.                  |
| автоматические и полуавтоматические линии для машиностроения и металлообработки | 579 комплектов                |
| кузнечно-прессовые машины                                                       | 41,3 тыс. шт.                 |
| прокатное оборудование                                                          | 140 тыс. тонн                 |
| нефтеаппаратура                                                                 | 127 тыс. тонн                 |
| химическое оборудование                                                         | на 464 млн рублей             |
| ткацкие станки                                                                  | 19,8 тыс. шт.                 |
| прядильные машины                                                               | 4027 шт.                      |
| тепловозы магистральные                                                         | 1485 секций (3794 тыс. л. с.) |
| электровозы магистральные                                                       | 323 шт. (2428 тыс. л. с.)     |
| трактора                                                                        | 459 тыс. шт.                  |
| плуги тракторные                                                                | 212 тыс. шт.                  |
| сеялки тракторные                                                               | 163 тыс. шт.                  |
| культиваторы тракторные                                                         | 219 тыс. шт.                  |
| косилки тракторные                                                              | 144 тыс. шт.                  |
| комбайны зерноуборочные                                                         | 99,2 тыс. шт.                 |
| комбайны свеклоуборочные                                                        | 9,1 тыс. шт.                  |
| хлопкоуборочные машины                                                          | 10,4 тыс. шт.                 |
| жатки рядковые                                                                  | 47,7 тыс. шт.                 |
| зерноочистительные машины                                                       | 22,0 тыс. шт.                 |
| экскаваторы                                                                     | 31,0 тыс. шт.                 |

### Среднее машиностроение
Включало подотрасли:
| Продукция                | Объёмы (тыс.шт.) |
| ------------------------ | ---------------- |
| автомобили, в том числе: | 55,3             |
| грузовые и автобусы      | 571,9            |
| легковые                 | 344,2            |
| холодильники бытовые     | 4 140            |
| стиральные машины        | 5 243            |
| мотоциклы                | 833              |

- Автомобильная промышленность
- Тракторостроение
- Станкостроение
- Робототехника
- Инструментальная промышленность
- Оборудование легкой промышленности
- Оборудование пищевой промышленности
- Промышленность бытовых приборов и машин

Крупнейшие предприятия:
- РСФСР:
  - автомобилестроение: Волжский автозавод (ВАЗ), Горьковский автозавод (ГАЗ), Автомобильный завод имени Ленинского Комсомола (АЗЛК), «Ижмаш» (город Ижевск),Ярославский автомобильный (затем моторный) завод (ЯАЗ), Завод имени Лихачёва (АМО, затем ЗИС, затем ЗИЛ), Уральский автозавод «УралАЗ» (город Миасс), Кременчугский автозавод (КрАЗ),Камский автозавод (КамАЗ), Ульяновский автозавод (УАЗ), автозавод «РАФ» (город Елгава), Курганский автобусный завод (КАвЗ), Львовский автобусный завод (ЛАЗ), Ликино-Дулёвский автобусный завод (ЛиАЗ), Павловский автобусный завод (ПАЗ), Саранский автозавод (САЗ), автосборочный завод в городе Тарту (ТА), Ирбитский завод мотоциклов и автоприцепов, «Ижмаш» (мотоциклы)
  - пищевое машиностроение: «Спецэлеватормельмаш» (г. Курган),
  - станкостроение: Завод имени С. Орджоникидзе

(Москва и Челябинск), Текстильмаш
- Белорусская ССР: ПО «БелавтоМАЗ» (Минск), Минские заводы: подшипников, моторный, мотоциклов и велосипедов, бытовых холодильников,

### Точное машиностроение
| Продукция                | Объёмы (тыс.шт.) |
| ------------------------ | ---------------- |
| часы бытовые всех видов  | 40 200           |
| радиоприёмники и радиолы | 7815             |
| телевизоры               | 6682             |

Включало подотрасли:
- Приборостроение
- Радиотехническая и электронная промышленность
- Электротехническая промышленность

Крупнейшие предприятия:
- РСФСР:
  - приборостроение: «Свердмашприбор», Свердловский «Гидрометприбор», Алапаевский завод «Стройдормашина», Челябинский «Теплоприбор», Челябинский инструментальный завод, «Миассэлектроаппарат», «Курганприбор», Шадринский телефонный завод,
- Белорусская ССР: Минские заводы телевизоров, радиоприёмников, ПО «Экран» (Борисов), Гродненский завод «Электроприбор», Брестское ПО «Белэлектросвет», Гомельский завод «Измеритель», Новополоцкий завод «Измеритель»
- Латвийская ССР: Рижские электромашиностроительный, дизелестроительный, автобусный («РАФ») заводы, Рижский завод полупроводниковых приборов «Альфа», «Автоэлектроприбор», «Электроинструмент», «Мотовелоцепь», «Лиепайсельмаш», завод по ремонту строительных и дорожных машин в Тукумсе,
- Эстонская ССР: завод электродвигателей «Вольта», радио-электротехнический завод «Пунане РЭТ», Таллинский электротехнический завод имени М. И. Калинина, кабельный завод «Ээсти Каабель».

## Атомная промышленность
см. Атомная промышленность
Добыча и переработка руды
В СССР главными уранорудными регионами были: Украинская ССР (месторождение Желтореченское, Первомайское и другие), Казахская ССР (Северный — Балкашинское рудное поле, Северный Хорасан (с 1979) и другие; Южный — Кызылсайское рудное поле и другие; Восточный); Забайкалье (Антей, Стрельцовское и другие); Средняя Азия, в основном Узбекская ССР с центром в городе Учкудук.
- Восточный горно-обогатительный комбинат (УССР, с 1951)
- Навоийский горно-металлургический комбинат (УзССР, с 1958)
- Чепецкий механический завод — переработка (РСФСР, с 1946)

Категория:Предприятия атомной промышленности СССР
Производство оборудования
- «Атоммаш» (РСФСР) и пр.

## Химическая промышленность
В СССР химическая промышленность получила широкое развитие, особенно на территории России и Украины. Производились: минеральные удобрения, химические средства защиты растений (164 тыс. тонн в 1970 году), серная кислота (12,1 млн тонн), кальцинированная (3,67 млн тонн) и каустическая (1,94 млн тонн) сода, синтетические смолы и пластические массы, химические волокна и нити, автопокрышки (34,6 млн штук) и др.
Крупнейшие предприятия:
- РСФСР:
  - горнохимическая промышленность: Брянск (фосфориты), Кингисепп, Кировск (апатиты), Рудничный (фосфориты — Кировская область),
  - производство солей, кислот и щелочей: Ачинск, Волгоград, Дальнегорск, Краснодар, Красноуральск, Ленинград, Малиновое Озеро, Новочебоксарск, Норильск, Первоуральск («Первоуральский хромпиковый завод» — дихромат калия), Пермь, Стерлитамак, Усолье-Сибирское, Челябинск, Магнитогорский серно-кислотный завод,
  - производство азотных минудобрений: Ангарск, Березники, Волхов, Дзержинск, Кемерово, Липецк, Невинномысск, Нижний Тагил, Новгород, Тольятти, Салават, Череповец, Щёкино, Россошь,
  - производство калийных минудобрений: Березники («Уралкалий»), Соликамск («Сильвинит»),
  - производство фосфатных минудобрений: Балаково, Воскресенск (Московская область), Красноуральск, Ленинград (Невский), Уварово,
  - производство разных минудобрений: Воскресенск, Краснодар, Невинномысск, Новомосковск, Пермь, Россошь, Череповец,
  - производство продуктов оргсинтеза: Волгоград, Волжский, Горький, Грозный, Дзержинск, Куйбышев, Москва, Нижнекамск, Новгород, Новокуйбышевск, Новомосковск, Новочебоксарск, Орск, Саратов, Уфа, Хабаровск,
  - производство пластических масс (заводы пластмасс): Ангарск, Будённовск, Волгоград, Грозный, Зима, Казань, Кемерово («Карболит»), Куйбышев, Москва, Нижний Тагил («Уралхимпласт»), Новосибирск, Орехово-Зуево, Салават, Свердловск, Тюмень, Уфа, Щёкино, Копейск, Кирово-Чепецк
  - производство химических волокон: Калинин (Тверь), Клин (Клинволокно), Рязань, Щёкино, Курск, Каменск-Шахтинский, Энгельс, Кемерово, Балаково, Барнаул, Серпухов, Волжский, Тольятти (Куйбышевазот), Зеленогорск (Сибволокно)
  - производство синтетического каучука: Омск, Ефремов, Воронеж, Ярославль, Казань, Красноярск, Нижнекамск (Нижнекамскнефтехим), Чайковский, Стерлитамак, Тольятти
  - производство шин (шинные заводы): Воронеж, Омск, Свердловск, Ярославль, Киров, Волжский, Ленинград
  - производство резинотехнических изделий: Балаково
  - производство медикаментов (химико-фармацевтические фабрики): Ирбит, Свердловск,
- Украинская ССР: Калушский химико-металлургический комбинат, Киевский («Химволокно»), Сокальский, Черниговский, Черкасский и Житомирский заводы химических волокон, Ровенский и Черкасский («Азот») завод азотных удобрений, Северодонецкое объединение Азот, Крымский завод по производству диоксида титана, Днепропетровский и Белоцерковный заводы автомобильных шин, Крымский содовый завод, Перекопский бромный завод
- Белорусская ССР: ПО «Беларуськалий» (Солигорск), ПО «Химволокно» в Гродно, Могилёве и Светлогорске, ПО «Новополоцкнефтеоргсинтез», ПО «Полимир» и Новополоцкий завод белково-витаминных концентратов, Борисовские заводы резинотехнических изделий, химико-фармацевтический, ПО «Азот» в Гродно, ПО «Лакокраска» в городе Лида, Пинский химический комбинат и биохимический завод, Гомельские химический завод и завод химреативов, Мозырский химический комбинат, Мозырские солевакуумный и сажевый заводы, ПО «Бобруйскшина», ПО «Бобруйскрезинотехника», Витебское ПО «Химпласт»,
- Узбекская ССР: Чирчикский, Кокандский, Самаркандский, Ферганский и Навоийский заводы минеральных удобрений,
- Казахская ССР: Каратауский горнохимический комбинат, Чимкентский завод фосфорных солей, Джамбульский суперфосфатный завод и Джамбульский завод двойного суперфосфата, Актюбинский химический комбинат в Алге, Павлодарский химический завод, Карагандинский завод синтетического каучука в Темиртау, Карагандинский завод резинотехнических изделий в Сарани, Кустанайский завод искусственного волокна, Чимкентский, Уральский химико-фармацевтические заводы, Гурьевский химический завод, ПО «Химпром».
- Грузинская ССР: Кутаисский литопонный завод, азотнотуковый завод в Рустави, завод искусственного волокна в Рустави,
- Латвийская ССР: завод синтетического волокна в Даугавпилсе, Рижский лакокрасочный завод, химический комбинат в Олайне, завод микробиологических препаратов и бактериальных удобрений в Ливаны,
- Таджикская ССР: Яванский электрохимический завод, Вахшский азотнотуковый завод,
- Туркменская ССР: Гаурдакский серный комбинат, суперфосфатный завод в Чарджоу, завод канальной сажи в Челекене, сульфаноловый завод в Красноводске,
- Эстонская ССР: сланцеперерабатывающий комбинат имени Ленина, сланцехимический комбинат «Кивиыли», химический комбинат «Маарду».

Производство минеральных удобрений по годам:
- 1913 — 0,02 млн тонн (в пересчёте на 100 % питательного вещества),
- 1940 — 0,8
- 1950 — 1,4
- 1958 — 3,1
- 1960 — 3,3
- 1965 — 7,5
- 1970 — 13,2
- 1975 — 22
- 1980 — 24,8
- 1986 — 34,7
- 1988 — 37

Производство синтетических смол и пластических масс по годам:
- 1940 — 10,9 тыс. тонн,
- 1950 — 67
- 1958 — 237
- 1960 — 312
- 1965 — 803
- 1970 — 1673
- 1975 — 2838
- 1980 — 3637
- 1988 — 5678

Производство химических волокон и нитей по годам:
- 1940 — 11,1
- 1950 — 24
- 1958 — 166
- 1960 — 211
- 1965 — 407
- 1970 — 623
- 1975 — 955
- 1980 — 1176
- 1988 — 1555

## Лесная промышленность
| Год  | Деловая древесина, млн м³ | Целлюлоза тыс. тонн | Бумага тыс. тонн | Картон тыс. тонн |
| ---- | ------------------------- | ------------------- | ---------------- | ---------------- |
| 1913 | 30,5                      |                     | 300              |                  |
| 1940 | 118                       |                     | 812              | 151              |
| 1950 |                           |                     | 1180             | 305              |
| 1960 |                           |                     | 2334             | 893              |
| 1965 | 274                       |                     | 3200             | 1700             |
| 1970 | 299                       |                     | 4185             | 2516             |
| 1975 |                           | 6815                | 5215             | 3368             |
| 1980 |                           | 7123                | 5288             | 3445             |
| 1986 | 296                       |                     |                  |                  |
| 1988 |                           | 8749                | 6322             | 4499             |

Важнейшие районы лесной, деревообратывающей и целлюлозно-бумажной промышленности — преимущественно на территории Российской Федерации:
- север Европейской части и Карелия,
- Урал,
- Сибирь,
- Дальний Восток.

Крупнейшие предприятия:
- РСФСР:
  - лесопильные заводы: Красноуфимск, Новая Ляля, Тавда (лесокомбинат),
  - деревообрабатывающие предприятия: Ивдель, Тавда (фанерный завод),Шарья, Копейск (мебельная фабрика)
  - целлюлозно-бумажные заводы: Амурск, Архангельск, Астрахань, Байкальск, Биракан, Братск, Волжск, Иркутск, Кондопога, Кондрово, Коряжма, Красновишерск, Краснокамск, Красноярск, Кувшиново, Куйбышев, Ленинград, Майкоп, Москва, Новая Ляля (комбинат), Новодвинск, Пенза, Пермь, Поронайск, Правдинск, Ростов-на-Дону, Светогорск, Сегежа, Селенгинск, Сокол, Соликамск, Сыктывкар, Сясьстрой, Туринск (комбинат), Усть-Илимск, Хабаровск, Холмск, Южно-Сахалинск,
  - лесохимические заводы: Архангельск, Аша, Барнаул, Братск, Вахтан, Ветлужский, Волгоград, Горький, Зима, Ивдель, Канск, Кировград, Комсомольск-на-Амуре, Краснодар, Красноярск, Лесосибирск, Нижний Тагил, Новая Ляля, Новосибирск, Няндома, Онега, Плесецк, Тихвин, Тулун,
- Белорусская ССР: Слонимский картонно-бумажный завод, Борисовская спичечная фабрика, ПО «Гомельдрев», ПО «Бобруйскдрев», Бобруйский деревообрабатывающий комбинат, Осиповичский картонно-рубероидный завод,
- Грузинская ССР: целлюлозно-бумажный комбинат в Зугдиди,
- Латвийская ССР: Болдерайский комбинат по комплексной переработке древесины, Слокский целлюлозно-бумажный комбинат.

## Промышленность строительных материалов
Производство (1970 год) сборных железобетонных конструкций и деталей — 85 млн м³, кирпича строительного — 43 млрд штук, шифера асбестоцементного — 5,8 млрд условных плиток, мягких кровельных материалов и изоляции — 1334 млрд м², стекла оконного — 231 млрд м².
Крупнейшие предприятия:
- РСФСР: Асбестовский горно-обогатительный комбинат,
  - заводы железо-бетонных изделий: Серовский (Урал), Саткский,
  - цементные заводы (Коркино, Нижняя Салда),
  - стекольные заводы (Коркино),
  - Ирбитский завод технического стекла, Кыштымский графито-каолиновый комбинат,
- Украинская ССР:
  - стекольные заводы (Константиновка: ПО «Автостекло», стекольный завод им. Октябрьской революции, завод стеклоизделий (бутылочный завод)),
- Белорусская ССР: Гродненский комбинат стройматериалов, Волковысское ПО стройматериалов, Пинское ПО «Полесьестройиндустрия», Кричевское ПО «Цементшифер», Полоцкое ПО «Стекловолокно»,
- Узбекская ССР: Бекабадский, Кувасайский, Ангренский, Ахангаранский цементные заводы, домостроительные заводы в Ташкенте, Ангрене, Самарканде, Фергане, Алмалыке, Джизакский силикальцитный завод, Чирчикский стекольный завод,
- Казахская ССР: Чимкентский, Карагандинский и Семипалатинский цементные заводы, Семипалатинский силикатный завод, асбестовый комбинат в Джетыгаре, корундовый рудник в Семизбуге,
- Грузинская ССР: Руставский и Каспский цементные заводы, Каспский шиферный завод,
- Азербайджанская ССР: завод портланд-цемента в Карадаге, Таузский завод цветного цемента,
- Молдавская ССР: Рыбницкий цементный завод, Кишинёвский комбинат железобетонных изделий и крупнопанельного домостроения, Бельцкий, Тираспольский, Бендерский заводы железобетонных изделий,
- Латвийская ССР: Броценский цементно-шиферный комбинат, заводы железобетонных конструкций в Гаркалне и Екабпилсе, Сауриешский завод гипсовых изделий, завод строительных материалов в Огре,
- Таджикская ССР: Душанбинский цементно-шиферный комбинат, Исфарский завод вяжущих материалов,
- Туркменская ССР: Ашхабадский стекольный комбинат, Безмеинский цементный завод,
- Эстонская ССР: цементный завод «Пунане Кунда».

Производство цемента по годам:
- 1913 — 1,8 млн тонн,
- 1928 — 1,8,
- 1940 — 5,7,
- 1950 — 10,2,
- 1955 — 22,5,
- 1960 — 45,5,
- 1965 — 72,4,
- 1970 — 105,2,
- 1975 — 135,
- 1980 — 138,
- 1990 — 136.

## Лёгкая промышленность
| Год  | Ткани х/б, млн м² | Шерстяные ткани, млн м² | Льняные и пенько- джутовые ткани, млн м² | Шелковые ткани, млн м² | Трикотажные изделия, млн штук | Обувь, млн. пар |
| ---- | ----------------- | ----------------------- | ---------------------------------------- | ---------------------- | ----------------------------- | --------------- |
| 1913 | 1817              | 138                     | 121                                      | 35                     | —                             | 68              |
| 1940 | 2704              | 152                     | 268                                      | 64                     | 183                           | 211             |
| 1950 | 2745              | 193                     | 257                                      | 106                    | —                             | —               |
| 1958 | 4300              | 385                     | 440                                      | 690                    | 496                           | 356             |
| 1960 | 4838              | 439                     | 516                                      | 675                    | —                             | —               |
| 1965 | 5499              | 466                     | 548                                      | 801                    | 718                           | 486             |
| 1970 | 6152              | 643                     | 707                                      | 1146                   | 1236                          | 676             |
| 1975 | 6634              | 740                     | 779                                      | 1508                   | 1420                          | 698             |
| 1980 | 7068              | 762                     | 687                                      | 1769                   | 1623                          | 743             |
| 1988 | 8106              | 708                     | 967                                      | 2123                   | 1890                          | 819             |

Важнейшие районы:
- Россия (Центр, Северо-Запад и др.),
- республики Средней Азии,
- республики Прибалтики.

Крупнейшие предприятия:
- РСФСР: Карпинская хлопкопрядильная фабрика, Троицкий кожгалантерейный комбинат,
- Украинская ССР: Киевский и Дарницкий шёлковые комбинаты, хлопчатобумажный комбинат в Херсоне, льнокомбинаты в Житомире и Ровно, обувная фабрика в Луганске,
- Белорусская ССР: камвольный комбинат в Минске, Оршанский льнокомбинат, тонкосуконные комбинаты в Гродно, Минске, ковровые комбинаты в Витебске и Бресте, хлопчатобумажный комбинат в Барановичах, Брестский чулочный комбинат,
- Казахская ССР: Алматинский хлопчатобумажный комбинат, Алматинская хлопкопрядильная фабрика, Алматинская швейно-галантерейная фабрика, Алматинская обувная фабрика Жетысу, Алматинская швейная фабрика имени 1 мая, Алматинская швейная фабрика имени Гагарина, Алматинская кожгалантерейная фабрика, Алматинская ковровая фабрика, Алматинская трикотажная фабрика, Семипалатинская швейная фабрика «Большевичка»
- Узбекская ССР: Ташкентский и Ферганский текстильные комбинаты, Ферганская прядильно-ткацкая фабрика, Наманганская тарная фабрика, шелкомотальные фабрики в Фергане, Бухаре, Самарканде, Маргилане, Маргиланский шёлковый комбинат (крупнейший в СССР), Самаркандская шёлкоткацкая фабрика, Наманганский комбинат по производству шёлковых и костюмных тканей,
- Молдавская ССР: трикотажная фирма «Стяуа Рошие», швейная фабрика имени 40-летия ВЛКСМ, Бендерский шёлковый комбинат, швейная фабрика имени XXIII съезда КПСС, обувное объединение «Зориле», Бельцкий меховой комбинат, Кишинёвский комбинат искусственных кож и резинотехнических изделий, Бендерская текстильно-ткацкая фабрика,
- Латвийская ССР: крупнейший в Европе прядильно-трикотажный комбинат в городе Огре, галантерейный комбинат в Лиепая, Даугавпилсский завод химического волокна,
- Киргизская ССР: шелковый комбинат в городе Ош, хлопкоочистительный завод в Джалал-Абаде, хлопчатобумажный комбинат в городе Ош,
- Таджикская ССР: хлопчатобумажный комбинат в Душанбе, ковровый комбинат в Кайраккуме, Ленинабадский шелкомотальный завод,
- Туркменская ССР: прядильно-ткацкие фабрики в Ашхабаде и Мары, шерстомойная фабрика в Мары, шелкомотальные фабрики в Ашхабаде и Чарджоу, Ташаузский и Саятский джутовые заводы, хлопкоочистительные заводы в Керки, Байрам-Али, Ташаузе, Теджене и другие,
- Эстонская ССР: Кренгольмская мануфактура в Нарве, Балтийская мануфактура в Таллине, суконная фабрика в Cинди, трикотажные фабрики: «Марат», «Пунане Койт».

## Пищевая промышленность
Важнейшие районы:
- РСФСР,
- Украинская ССР,
- Казахская ССР,
- республики Прибалтики.

Крупнейшие предприятия:
- РСФСР: Троицкий жиркомбинат и мясокомбинат,
- Казахская ССР: Семипалатинский мясоконсервный комбинат имени М. И. Калинина,
- Белорусская ССР: Слуцкий сахарорафинадный комбинат, Жлобинский, Могилёвский мясокомбинаты,
- Узбекская ССР: ромовый завод в Денау, узбекский завод шампанских вин,
- Азербайджанская ССР: Банковский и Саринский рыбокомбинаты, Кировабадский масложировой комбинат,
- Молдавская ССР: кишинёвские винокомбинаты, Тираспольский и Бельцкий винно-коньячные заводы, Тираспольский консервный завод имени 1 Мая, Рыбницкий и Бельцкий сахарные заводы, Бельцкий масложирокомбинат, Атакский, Кишинёвский, Резинский и Бендерский маслоэкстракционные заводы, Бельцкий, Унгенский, Кишинёвский, Бендерский, Тираспольский, Чадыр-Лунгский мясокомбинаты, Кишинёвский хладокомбинат,
- Таджикская ССР: масложировой комбинат в Душанбе,
- Туркменская ССР: Байрам-Алийский масложирокомбинат, Ташаузский маслоэкспеллерный завод, Ашхабадский и Марыйский мясокомбинаты, Ашхабадский, Безмеинский и Геок-Тепинский винодельческие заводы, Красноводский рыбокомбинат.

Производство сахара-песка по годам:
- 1913 — 1,36 млн тонн,
- 1940 — 2,17,
- 1950 — 2,5,
- 1958 — 5,43,
- 1960 — 6,4,
- 1965 — 11,0,
- 1970 — 10,2,
- 1975 — 10,4,
- 1980 — 10,1,
- 1988 — 12,1.

Производство животного масла по годам:
- 1913 — 129 тыс. тонн,
- 1940 — 226,
- 1950 — 336,
- 1958 — 659,
- 1960 — 737,
- 1965 — 1072,
- 1970 — 963,
- 1975 — 1231,
- 1980 — 1278,
- 1988 — 1724.

Производство растительного масла по годам:
- 1913 — 538 тыс. тонн,
- 1940 — 798,
- 1950 — 819,
- 1958 — 1465,
- 1960 — 1586,
- 1965 — 2800,
- 1970 — 2784.

Производство мяса (пищевой промышленностью) по годам:
- 1913 — 1,27 млн тонн;
- 1940 — 1,50;
- 1950 — 1,6;
- 1958 — 3,37;
- 1960 — 4,4;
- 1966 — 5,72;
- 1970 — 7,1.

Производство цельномолочной продукции по годам:
- 1940 — 1,3 млн тонн (в перерасчёте на молоко);
- 1958 — 6,0;
- 1965 — 11,7;
- 1970 — 19,7;
- 1975 — 23,7;
- 1980 — 25,5;
- 1988 — 33,5.

Производство консервов по годам:
- 1913 — 0,1 млрд условных банок;
- 1940 — 1,1;
- 1958 — 4,1;
- 1965 — 7,1;
- 1970 — 10,7;
- 1971 — 11,3.